# Ramzi Bourekba
Ramzi Bourekba (en arabe : رمزي بورقبة), est un joueur de football international algérien né le 20 décembre 1984 à Bordj Bou Arreridj en basse Kabylie (Algérie). Il joue au poste d'attaquant.

## Palmarès
- Champion d'Algérie en 2008 avec la JS Kabylie.
- Vice-champion d'Algérie en 2007 avec la JS Kabylie.
- Finaliste de la supercoupe d'Algérie en 2006 avec la JS Kabylie.
- Vainqueur de la coupe d'Algérie en 2009 avec le CR Belouizdad.